# یانکوف (ناحیه پلهریموف)
یانکوف (به چکی: Jankov) یک منطقهٔ مسکونی در جمهوری چک است که در ناحیه پلهریموو واقع شده‌است. یانکوف ۱٫۶۸ کیلومتر مربع مساحت و ۴۲ نفر جمعیت دارد و ۶۶۵ متر بالاتر از سطح دریا واقع شده‌است.